# Lista de filmes com temática LGBT de 2012
Esta é uma lista de filmes que contém personagens e/ou temática lésbica, gay, bissexual, ou transgênera lançados em 2012.
| Título                                                                                     | Diretor                                                                 | País                                                     | Gênero                               | Elenco | Anotações |
| ------------------------------------------------------------------------------------------ | ----------------------------------------------------------------------- | -------------------------------------------------------- | ------------------------------------ | --- | --- |
| 3 Kanya                                                                                    | Agnidev Chatterjee                                                      | Índia                                                    | Suspense                             | Rituparna Sengupta, Ananya Chatterjee, Unnati Davara, Rajatabha Dutta, Sudip Mukherjee, Biplab Chatterjee       | Uma jornalista suspeita que seu marido tem um caso com uma policial, mas quando conhece ela as duas começam um relacionamento                                        |
| 4 Minas                                                                                    | Elisa Gargiulo                                                          | Brasil                                                   | Documentário                         | Priscilla Maia, Fernanda Dias, Maria Cristina Grasselli, Luana Hansen                                           | Acompanha quatro lésbicas jovens de São Paulo por um mês |
| About Cherry                                                                               | Stephen Elliott                                                         | EUA                                                      | Drama                                | Ashley Grace, James Franco, Heather Graham, Dev Patel, Lili Taylor, Diane Farr                                  | trad. Doce Tentação Uma jovem se muda para São Francisco e desperta o interesse de um advogado viciado e uma diretora pornográfica                                   |
| Acciaio                                                                                    | Stefano Mordini                                                         | Itália                                                   | Drama                                | Michele Riondino, Vittoria Puccini, Anna Bellezza, Matilde Giannini, Luca Guastini, Francesco Turbanti          | Duas jovens crescem em uma área de classe trabalhadora e sonham com uma vida melhor                                                                                  |
| Les adieux à la reine                                                                      | Benoît Jacquot                                                          | França                                                   | Histórico, Drama                     | Léa Seydoux, Diane Kruger, Virginie Ledoyen, Xavier Beauvois, Grégory Gadebois                                  | trad. Adeus, Minha Rainha Reconta os últimos dias de Maria Antonieta através dos olhos de sua empregada Baseado no romance homônimo de Chantal Thomas                |
| The Adored                                                                                 | Carl Medland, Amarjeet Singh                                            | Reino Unido                                              | Suspense                             | Laura Martin-Simpson, Ione Butler, Caroline Burns Cook, Jake Maskall                                            | Uma fotógrafa nutre uma obsessão por sua modelo |
| L’âge Atomique                                                                             | Héléna Klotz                                                            | França                                                   | Drama                                | Eliott Paquet, Dominik Wojcik, Niels Schneider, Mathilde Bisson, Clémence Boisnard, Luc Chessel                 | trad. A Era Atômica Dois adolescentes passam uma noite andando pela cidade                                                                                           |
| Al Cielo                                                                                   | Diego Prado                                                             | Argentina                                                | Drama                                | Enrique Lunazzi, Ana Angelillo, Mauro Haramboure, Lucas Serra                                                   | Ao ser levado para uma igreja evangélica por sua mãe, um jovem tímido conhece o guitarrista que ensaia ali                                                           |
| All Happy Mornings                                                                         | Omer Yefman                                                             | Israel                                                   | Documentário                         | Chen Rotem, Omer Yefman                                                                                         | O diretor explora sua bissexualidade ao documentar seu relacionamento                                                                                                |
| Amaro amore                                                                                | Francesco Pepe                                                          | Itália                                                   | Drama                                | Aylin Prandi, Francesco Casisa, Malik Zidi, Ángela Molina                                                       | O romance entre três pessoas explode na ilha de Salina |
| Ambrosia                                                                                   | Baharak Saeid Monir                                                     | Canadá                                                   | Drama, Romance                       | Sahar Biniaz, Camyar Chai, Heather Doerksen, Pauline Egan, Tina Milo Miliojevic, Veenu Sandhu                   | A relacionamento entre duas mulheres é ameaçado quando uma delas é contratada por uma companhia de design de moda                                                    |
| L'amore è imperfetto                                                                       | Francesca Muci                                                          | Itália                                                   | Romance                              | Anna Foglietta, Giulio Berruti, Bruno Wolkowitch, Lorena Cacciatore, Camilla Filippi                            | A vida de uma mulher obcecada com a perfeição muda quando conhece uma jovem sedutora e um homem mais velho                                                           |
| Anak-Anak Srikandi                                                                         | Vários                                                                  | Indonésia, Suíça, Alemanha                               | Documentário                         | | As histórias de oito mulheres lésbicas na Indonésia |
| Anjeli                                                                                     | Róbert Šveda                                                            | Eslováquia                                               | Drama                                | Dominika Morávková-Zeleníková, Peter Bebjak, Kristína Tormová, Ján Jackuliak, Jozef Zetyák                      | Um diretor de teatro descobre que tem uma doença incurável e se mudar para uma cabana com seu parceiro para escrever suas memórias                                   |
| Animals                                                                                    | Marçal Forés                                                            | Espanha                                                  | Fantasia, Drama                      | Oriol Pla, Augustus Prew, Dimitri Leonidas, Roser Tapias, Martin Freeman, Alba Ribas                            | Um adolescente possui um ursinho de pelúcia que pensa e se movimenta                                                                                                 |
| Any Day Now                                                                                | Travis Fine                                                             | EUA                                                      | Drama                                | Alan Cumming, Garret Dillahunt, Gregg Henry, Jamie Anne Allman, Chris Mulkey, Don Franklin                      | trad. Um Dia Desses Um casal gay tenta adotar um garoto com síndrome de down quando a mãe viciada dele é presa                                                       |
| Ardhanaari                                                                                 | Santhosh Souparnika                                                     | Índia                                                    | Drama                                | Manoj K. Jayan, Maniyanpilla Raju, Thilakan, Sukumari, Saikumar                                                 | Sobre a vida de pessoas trans em Kerala |
| Audre Lorde – The Berlin Years 1984 to 1992                                                | Dagmar Schultz                                                          | Alemanha                                                 | Documentário                         | Audre Lorde | Sobre a influência da escritora e ativista afro-americana Audre Lorde na cultura e política alemã                                                                    |
| Auf den zweiten Blick                                                                      | Sheri Hagen                                                             | Alemanha                                                 | Drama, Romance                       | Anita Olatunji, Michael Klammer, Ingo Naujoks, Nele Rosetz, Pierre Sanoussi-Bliss, Milton Welsh                 | [ 19 ] |
| Ausgerechnet Sibirien                                                                      | Ralf Huettner                                                           | Alemanha                                                 | Comédia                              | Joachim Król, Vladimir Burlakov, Julya Men, Svetlana Tsvichenko, Katja Riemann, Armin Rohde                     | trad. Perdido na Sibéria O logístico de uma companhia de entregas é enviado para uma subsidiária na Sibéria                                                          |
| Azul y no tan rosa                                                                         | Miguel Ferrari                                                          | Venezuela                                                | Drama                                | Guillermo García, Ignacio Montes, Hilda Abrahamz, Carolina Torres, Alexander Da Silva, Sócrates Serrano         | trad. Azul e Não Tão Rosa Um fotógrafo prestes a se mudar com o namorado tem que cuidar do filho preconceituoso que ele não vê há anos                               |
| Bad Boy Street                                                                             | Todd Verow                                                              | EUA, França                                              | Romance, Drama                       | Florence d'Azémar, Yann de Monterno, Kevin Miranda, Todd Verow                                                  | Um jovem bêbado americano é acolhido por um homem mais velho em Paris                                                                                                |
| Baek-ya (백야)                                                                             | Leesong Hee-il                                                          | Coreia do Sul                                            | Romance, Drama                       | Won Tae-hee, Lee Yi-kyung, Hyun Sung                                                                            | trad. Noites Brancas Um homem gay retorna ao país e reencontra um antigo amante                                                                                      |
| Ballroom Rules                                                                             | Nickolas Bird, Eleanor Sharpe                                           | Austrália                                                | Documentário                         | Anny Salerni | Casais dançarinos de salão do mesmo sexo competem no Jogos Gays de 2010 em Colônia                                                                                   |
| Bathing Franky                                                                             | Owen Elliott                                                            | Austrália                                                | Drama, Comédia                       | Henri Szeps, Maria Venuti, Shaun Goss, Bree Desborough                                                          | Um jovem luta para se reconectar com sua vida após ser solto da prisão                                                                                               |
| BearCity 2: The Proposal                                                                   | Doug Langway                                                            | EUA                                                      | Comédia                              | Gerald McCullouch, Stephen Guarino, Brian Keane, Gregory Gunter, James Martinez                                 | trad. Bearcity 2 - Pedido de Casamento Uma continuação de BearCity de 2010                                                                                           |
| The Beat Hotel                                                                             | Alan Govenar                                                            | EUA                                                      | Documentário                         | Harold Chapman, Peter Golding, Oliver Harris, Kit Hussey, Nicholas Irion, Andrew J. Kasten                      | Explora o legado dos poetas da geração beat em Paris entre 1957 e 1963                                                                                               |
| Becoming Blond                                                                             | Kevin Duffy                                                             | EUA                                                      | Comédia                              | Michael Cavadias, Dolores Duffy, Andrew Fitzgerald, Noah Blake, Reno, Mink Stole                                | [ 28 ] |
| El Bella Vista                                                                             | Alicia Cano                                                             | Uruguai, Alemanha                                        | Documentário                         | Agustina Aguero, Eliza di Pasqua, Fabiana Dinardi, Alcides Lerena                                               | trad. O Bella Vista Após o titular time de futebol ser dissolvido, sua sede foi convertida ao longo do tempo em um prostíbulo de travestis                           |
| Best Possible Taste: The Kenny Everett Story                                               | James Strong                                                            | Reino Unido                                              | Biográfico, Drama                    | Oliver Lansley, Katherine Kelly, Perry Millward, Glenn Wild, Angela Lonsdale, Tony Pitts                        | Explora a carreira e vida colorida do comediante e DJ de rádio Kenny Everett                                                                                         |
| Besties                                                                                    | Rebecca Perry Cutter                                                    | EUA                                                      | Drama, Suspense                      | Corin Nemec, Madison Riley, Olivia Crocicchia, Christopher Backus, Jackie Debatin                               | Uma jovem e a baba a quem ela idolatrava formam uma amizade manipulativa e mortal                                                                                    |
| Better Things: The Life and Choices of Jeffrey Catherine Jones                             | Maria Paz Cabardo                                                       | EUA                                                      | Documentário                         | Julian Jones Arms, Mike Carbonara, Rick Berry                                                                   | Sobre a artista estadunidense Jeffrey Catherine Jones |
| Bleeding Through                                                                           | Henrique Couto                                                          | EUA                                                      | Terror, Drama                        | Sandy Behre, Ruby LaRocca, Josh Lively, Zane Crosby, Justin Channell, Jason Pollock                             | Após perder seus pais e ser traída por seus amigos, uma mulher comete suicídio, mas retorna para se vingar                                                           |
| Blood Fare                                                                                 | J.A. Steel                                                              | EUA                                                      | Ação, Terror                         | Gil Gerard, Brandi Lynn Anderson, Michelle Wolff, Savannah Ostler, Scott Beringer, Kim Sønderholm               | [ 34 ] |
| Blues for Willadean                                                                        | Del Shores                                                              | EUA                                                      | Drama                                | Beth Grant, Octavia Spencer, Dale Dickey, David Steen                                                           | Sob o domínio de seu marido abusivo, uma dona de casa tenta se libertar com a ajuda de amigos inesperados                                                            |
| Born Naked (MLB)                                                                           | Andrea Esteban                                                          | Espanha, Alemanha, Reino Unido                           | Documentário                         | Paula Alamillo, Andrea Esteban                                                                                  | Explora a realidade de jovens lésbicas de Madrid, Londres, e Berlim                                                                                                  |
| Boy                                                                                        | Tami Ravid                                                              | Países Baixos                                            | Drama                                | Gerald Gonzales, Bart Klever, Arvin Quirante, René van Zinnicq Bergmann                                         | Um faxineiro filipino encontra uma oportunidade quando um fotógrafo pede que ele seja seu modelo                                                                     |
| Breaking the Girls                                                                         | Jamie Babbit                                                            | EUA                                                      | Suspense, Policial                   | Agnes Bruckner, Madeline Zima, Shawn Ashmore, Kate Levering, Shanna Collins, Davenia McFadden                   | |
| Bwakaw                                                                                     | Jun Lana                                                                | Filipinas                                                | Comédia, Drama                       | Eddie Garcia, Armida Siguion-Reyna, Joey Paras, Soxy Topacio, Rez Cortez, Bibeth Orteza                         | |
| Bye Bye Blondie                                                                            | Virginie Despentes                                                      | França                                                   | Comédia, Drama, Romance              | Emmanuelle Béart, Beatrice Dalle, Soko, Clara Ponsot, Pascal Greggory, Stomy Bugsy                              | Duas mulheres se reencontram na meia idade e tentam continuar o romance que tinham quando jovens                                                                     |
| Call Me Kuchu                                                                              | Malika Zouhali-Worrall, Katherine Fairfax Wright                        | EUA                                                      | Documentário                         | David Kato, Gilles Muhame, John Abdallah Wambere, Naome Ruzindana, Solomon Male, David Bahati                   | Explora a luta da comunidade LGBT na Uganda |
| Check Your Body at the Door                                                                | Charles Atlas                                                           | EUA                                                      | Documentário                         | Willi Ninja, Brian Green, Barbara Tucker                                                                        | Sobre a cultura underground dos bailes na Nova Iorque dos anos 90 |
| Cherchez Hortense                                                                          | Pascal Bonitzer                                                         | França                                                   | Drama, Comédia                       | Jean-Pierre Bacri, Kristin Scott Thomas, Isabelle Carré, Marin Orcand Tourres, Claude Rich, Arthur Igual        | Uma diretora de teatro pressiona seu marido a solicitar um visto de trabalho para uma mulher sérvia com seu pai, que o odeia                                         |
| Chitrangada                                                                                | Rituparno Ghosh                                                         | Índia                                                    | Drama                                | Rituparno Ghosh, Anjan Dutt, Kaushik Banerjee, Dipankar Dey                                                     | Um coreógrafo pensa em fazer uma cirurgia de redesignação sexual para que ele e seu parceiro possam adotar                                                           |
| Ci vediamo a casa                                                                          | Maurizio Ponzi                                                          | Itália                                                   | Comédia                              | Primo Reggiani, Nicolas Vaporidis, Ambra Angiolini, Myriam Catania, Edoardo Leo, Federico Rosati                | Três jovens casais, três breves histórias que se cruzam tendo como pano de fundo a cidade de Roma                                                                    |
| Cloud Atlas                                                                                | Lilly e Lana Wachowski, Tom Tykwer                                      | EUA, Alemanha                                            | Ficção Científica, Drama             | Tom Hanks, Halle Berry, Jim Broadbent, Hugo Weaving, Jim Sturgess, Doona Bae                                    | Baseado no romance homônimo de David Mitchell |
| Come non detto                                                                             | Ivan Silvestrini                                                        | Itália                                                   | Comédia                              | Josafat Vagni, Jose Dammert, Valeria Bilello, Francesco Montanari, Monica Guerritore, Ninni Bruschetta          | trad. Deixa Pra Lá Um homem gay de Roma namora um jovem estudante espanhol, mas não pode se assumir para os pais conservadores                                       |
| The Comedian                                                                               | Tom Shkolnik                                                            | Reino Unido                                              | Drama, Romance                       | Edward Hogg, Elisa Lasowski, Nathan Stewart-Jarrett, Steven Robertson                                           | Um comediante fracassado começa um relacionamento com um jovem mas logo começa a sentir algo por sua melhor amiga                                                    |
| Common Gender (‎কমন জেন্ডার)                                                                   | Noman Robin                                                             | Bangladesh                                               | Drama                                | Dolly Zahur, Chitralekha Guho, Dileep Chakraborty, Saju Khadem                                                  | Mostra as vidas de pessoas trans e Hijras em Bangladesh |
| Corpus Christi: Playing with Redemption                                                    | Nic Arnzen, James Brandon                                               | EUA                                                      | Documentário                         | Jeanene Ambler, Nic Arnzen, James Brandon, Sheilagh Brooks, Steve Callahan                                      | A jornada de criação e recepção da peça Corpus Christi de Terrence McNally, onde Jesus e seus apóstolos são homens gay no Texas moderno                              |
| D’Agostino                                                                                 | Jorge Ameer                                                             | EUA                                                      | Drama                                | Jorge Ameer, Michael Gordon Andricopoulos, Angus Malcolm, Keith Roenke, Torie Tyson                             | Um homem preso em um casamento sem amor encontra um clone humano abandonado na costa de Santorini                                                                    |
| Dans la maison                                                                             | François Ozon                                                           | França                                                   | Suspense, Drama, Comédia             | Fabrice Luchini, Kristin Scott Thomas, Ernst Umhauer, Emmanuelle Seigner, Bastien Ughetto, Denis Ménochet       | |
| The Dark Side of Love                                                                      | Jorge Ameer                                                             | EUA                                                      | Drama                                | Carlos Salas, Jason Susag, Harsha First, Raquel Rosser, Matthew Montgomery, Ramon Estrada                       | Dois irmãos, um garçom que ama um homem rico e um viciado dependente de sua namorada, ficam de luto pela morte da mãe                                                |
| Dead Europe                                                                                | Tony Krawitz                                                            | Austrália                                                | Drama                                | Ewen Leslie, Marton Csokas, Kodi Smit-McPhee, Igal Naor, Thanos Samaras, Françoise Lebrun                       | Após a morte do pai, um jovem decide levar as cinzas dele para a Grécia, e descobre um segredo tenebroso do falecido                                                 |
| The Deception                                                                              | Jay Durrwachter                                                         | EUA                                                      | Crime, Drama, Ação                   | David Busse, Jerry G. Angelo, Larry Joseph Aguilar, Daniel Cruz                                                 | Mostra paralelamente a história do primeiro amor de um jovem e seu futuro como um político no armário                                                                |
| Deepsouth                                                                                  | Lisa Biagiotti                                                          | EUA                                                      | Documentário                         | | Sobre a negligência em relação a crise do vírus da AIDS/HIV no sul dos EUA                                                                                           |
| Delusions of Grandeur                                                                      | Iris Almaraz, Gustavo Ramos                                             | EUA                                                      | Drama                                | Ronnie Alvarez, Salvador Benavides, Rafael O. Calderon, Leana Chavez, Rina Fernandez                            | Uma garota rebelde se muda para São Francisco para viver com sua fada-madrinha trans                                                                                 |
| Une derniere chance                                                                        | Paul-Émile d'Entremont                                                  | Canadá                                                   | Documentário                         | | Sobre cinco pessoas LGBT procurando asilo no Canadá para escapar da violência e preconceitos em seus países de origem                                                |
| Detlef - 60 Jahre schwul                                                                   | Stefan Westerwelle, Jan Rothstein                                       | Alemanha                                                 | Documentário                         | Detlef Stoffel, Corny Littmann, Annemarie Stoffel, Gustav-Peter Wöhler                                          | Sobre Detlef Stoffel, pioneiro do movimento LGBT na Alemanha Ocidental                                                                                               |
| Le deuxième commencement                                                                   | André Schneider                                                         | França, Alemanha                                         | Comédia, Drama, Romance              | Laurent Delpit, Andre Schneider, Marc Hodapp, Hanna Schwab, Martin Freudenstein                                 | Depois de se separarem por três anos, dois homens que ainda tem sentimentos um pelo outro                                                                            |
| Un día gris, un día azul, igual al mar                                                     | Melina Terribili, Luciana Terribili                                     | Argentina, Espanha                                       | Documentário                         | Maria Fernandez, Andres Jimenez Maria-Fernandez, Carmen Jimenez-Fernandez, Sheila Ferre Milan                   | Uma jovem romani cuida de seu pai idoso nos subúrbios de Granada e tem uma vida amorosa secreta                                                                      |
| Do Not Disturb                                                                             | Yvan Attal                                                              | França                                                   | Comédia                              | François Cluzet, Yvan Attal, Laetitia Casta, Charlotte Gainsbourg, Asia Argento, Joeystarr                      | trad. Não Perturbe Remake do filme estadounidense Humpday, de 2009, onde dois amigos héteros tentam filmar um pornô gay                                              |
| Du Bunui Gyulhonsikgwa Han Bunui Jangryesik (두 번의 결혼식과 한 번의 장례식)              | Kim Jho Gwang-soo                                                       | Coreia do Sul                                            | Comédia, Romance                     | Kim Dong-yoon, Song Yong-Jin, Ryu Hyun-kyung, Jung Ae-yeon, Park Jung-pyo, Park Su-young                        | trad. Dois Casamentos e Um Funeral Um gay e lésbica tem um casamento falso                                                                                           |
| Dui Dhuranir Golpo                                                                         | Sankhajit Biswas                                                        | Índia                                                    | Documentário                         | | Segue duas jovens amigas trans de Calcutá |
| După dealuri                                                                               | Cristian Mungiu                                                         | Romênia                                                  | Drama                                | Cosmina Stratan, Cristina Flutur, Valeriu Andriuţă, Dana Tapalagă, Cătălina Harabagiu, Gina Ţandură             | Segue duas mulheres em um convento da Igreja Ortodoxa |
| Eden                                                                                       | Masaharu Take                                                           | Japão                                                    | Drama, Comédia                       | Tarō Yamamoto, Yuri Nakamura, Kazuya Takahashi                                                                  | Um grupo de amigos frequentadores de um bar gay tentam convencer os pais de uma falecida companheira trans a enterrar o corpo dela                                   |
| Elliot Loves                                                                               | Terracino                                                               | EUA                                                      | Comédia                              | Elena Goode, Robin de Jesús, Erin Fogel, Jermaine Montell, Elain Del Valle, Will Bethencourt                    | Um jovem americano-dominicano procura o homem perfeito em Nova Iorque                                                                                                |
| The Endless Possibility of Sky                                                             | Todd Verow                                                              | EUA                                                      | Drama, Romance                       | Theodore Bouloukos, Brad Hallowell, Jon Moritsugu, Gary Kramer, Todd Verow                                      | [ 62 ] |
| English Vinglish (इंग्लिश विंग्लिश)                                                               | Gauri Shinde                                                            | Índia                                                    | Comédia, Drama                       | Sridevi, Priya Anand, Mehdi Nebbou, Adil Hussain, Ashwin Mathew                                                 | Uma mulher tímida se sente insegura por não saber inglês, e fica determinada a aprender a língua                                                                     |
| El espacio entre los dos                                                                   | Nadir Medina                                                            | Argentina                                                | Drama                                | Florencia Decall, Gustavo Kreiman, Santiago Zapata                                                              | trad. O Espaço Entre os Dois O relacionamento entre os três membros de uma banda que se conhecem desde o jardim de infância                                          |
| Eu Te Amo Renato                                                                           | Fabiano Cafure                                                          | Brasil                                                   | Drama                                | Felippe Vaz, Vinicius Moulin, Ingrid Conte                                                                      | |
| Eu Vos Declaro...                                                                          | Alberto Pereira Jr.                                                     | Brasil                                                   | Documentário                         | | Segue a vida de quatro casais LGBT de São Paulo |
| The Falls                                                                                  | Jon García                                                              | EUA                                                      | Drama, Romance                       | Nick Ferrucci, Brian Allard, Quinn Allan, Benjamin Farmer, Justin Koleszar                                      | Dois missionários mórmons se apaixonam durante sua missão |
| The Famous Joe Project                                                                     | Eli Rarey                                                               | EUA                                                      | Drama                                | Joey Capone, Ary Katz, Craig Gilmore, Pollyanna McIntosh, Robin Riker, Laura Holloway                           | Em meio de desistir da faculdade e sair do armário, um jovem decide gravar um vídeo diário para a internet                                                           |
| För dig naken                                                                              | Sara Broos                                                              | Suécia                                                   | Documentário                         | Lars Lerin Manoel, Marques Lerin                                                                                | A história de amor entre o padrinho artista da diretora e um dançarino brasileiro, que se conheceram na internet                                                     |
| Four                                                                                       | Joshua Sanchez                                                          | EUA                                                      | Drama                                | Emory Cohen, Wendell Pierce, Kathryn Meisle, Aja Naomi King, E.J. Bonilla                                       | [ 69 ] |
| Fourplay                                                                                   | Kyle Henry                                                              | EUA                                                      | Comédia, Romance, Drama              | Christeene, Gary Chason, Danielle Rene, Atticus Rowe, Sara Sevigny, Paul Soileau                                | Antologia sobre intimidade sexual |
| Francine                                                                                   | Brian M. Cassidy, Melanie Shatzky                                       | Canadá                                                   | Drama                                | Melissa Leo, Victoria Charkut, Dave Clark, Keith Leonard, Laurent Rejto, Barbara Sebring-Forman                 | Uma mulher de meia-idade acaba de sair da prisão e precisa se ajustar a um mundo estranho e arranjar um emprego                                                      |
| Frauensee                                                                                  | Zoltan Paul                                                             | Alemanha                                                 | Drama                                | Nele Rosetz, Therese Hämer, Lea Draeger, Constanze Wächter, Enrico Weidner, Thomas Thieme                       | Um casal de lésbicas, uma pescadora e uma arquiteta, acolhem duas jovens                                                                                             |
| Fujimi Orchestra: Cold Front Conductor (富士見二丁目交響楽団シリーズ 寒冷前線コンダクター) | Satoshi Kaneda                                                          | Japão                                                    | Drama                                | Shōta Takasaki, Yusuke Arai, Sayuri Iwata, Akihiro Hayashi, Ryouma Baba, Houka Kinoshita                        | Um violinista prodígio e um condutor lutam por dominância em sua orquestra                                                                                           |
| Future My Love                                                                             | Maja Borg                                                               | Reino Unido                                              | Documentário                         | Daniel Bedford, Maja Borg, Colin D. Calway, Orlando Capote, Nadya Cazan, John Darvill                           | [ 74 ] |
| Gayby                                                                                      | Jonathan Lisecki                                                        | EUA                                                      | Comédia, Drama                       | Jenn Harris, Matthew Wilkas, Mike Doyle, Jonathan Lisecki                                                       | Dois melhores amigo, uma mulher hétero e um homem gay, decidem ter um filho juntos                                                                                   |
| Ghetuputra Komola (ঘেটুপুত্র কমলা)                                                              | Humayun Ahmed                                                           | Índia                                                    | Drama, Musical                       | Tariq Anam Khan, Mamun, Jayanto, Chattopadhyay, Munmun Ahmed, Khan Asifur Rahman Agun                           | Um garoto adolescente é contratado para entreter um senhorio da época colonial                                                                                       |
| Girlfriend, Boyfriend (女朋友。男朋友)                                                     | Yang Ya-che                                                             | Taiwan                                                   | Comédia, Romance                     | Gwei Lun-mei, Joseph Chang, Rhydian Vaughan, Bryan Chang, Serena Fang                                           | Um triângulo amoroso entre três adolescentes na rígida Taiwan dos anos 80                                                                                            |
| Glaube, Liebe, Tod                                                                         | Peter Kern                                                              | Áustria                                                  | Drama                                | Traute Furthner, Peter Kern, Joao Moreira Pedrosa                                                               | Uma idosa fascista passa um tempo na casa-barco de seu filho obeso gay                                                                                               |
| Good As You                                                                                | Mariano Lamberti                                                        | Itália                                                   | Comédia                              | Enrico Silvestrin, Lorenzo Balducci, Daniela Virgilio, Elisa Di Eusanio, Luca Dorigo, Diego Longobardi          | Centrado em oito amigos, quatro homens e quatro mulheres, todos homossexuais mas nem todos fora do armário                                                           |
| The Grey Area                                                                              | Noga Ashkenazi                                                          | EUA                                                      | Documentário                         | | A vida de presidiárias na Instituição Correcional para Mulheres de Iowa em Mitchellville                                                                             |
| Der Gründer                                                                                | Eric Dean Hordes                                                        | Alemanha                                                 | Ficção Científica, Comédia           | Helmut Krauss, Vera Göpfert, Uwe Karpa, Santiago Ziesmer, Pierre Kiwitt, Julie Trappett                         | Um alienígena chega à Terra e é assaltado por um produtor de pornô que rouba seu dispositivo de mudança de forma                                                     |
| The Guest House                                                                            | Michael Baumgarten                                                      | EUA                                                      | Romance                              | Ruth Reynolds, Madeline Merritt, Tom McCafferty, Jake Parker, Jennifer Barlow                                   | Duas mulher se apaixonam quando passam um fim de semana na mesma casa de hóspedes em Los Angeles                                                                     |
| Gut Renovation                                                                             | Su Friedrich                                                            | EUA                                                      | Documentário                         | | A destruição do bairro no Brooklyn onde a diretora viveu por 20 anos                                                                                                 |
| Hang Loose                                                                                 | Ryan Kawamoto                                                           | EUA                                                      | Comédia                              | Kevin Wu, Dante Basco, Justin Chon, Benjamin Arthur                                                             | Um homem entra em uma confusão com seu futuro cunhado e os padrinhos dele um dia antes do casamento de sua irmã                                                      |
| Hélio Oiticica                                                                             | César Oiticica Filho                                                    | Brasil                                                   | Documentário                         | Neville d'Almeida, Gilberto Gil, Hélio Oiticica, Caetano Veloso, Paulo Villaça                                  | Conta a história do artista plástico Hélio Oiticica através de fitas que o próprio gravou durante os anos de 1960 e 1970                                             |
| Highway                                                                                    | Deepak Rauniyar                                                         | Nepal, EUA                                               | Drama                                | Dayahang Rai, Saugat Malla, Asha Maya Magrati, Shristi Ghimire, Karma Shakya, Rajan Khatiwada                   | Os passageiros e equipe de um trem indo para Catmandu fingem ser um comboio de casamento para poderem atravessar um bandh                                            |
| Home Is You                                                                                | Aya Shwed, Yaelle Shwed                                                 | Israel                                                   | Documentário                         | Aya Shwed, Yaelle Shwed                                                                                         | A história do casamento das diretoras |
| Hors les murs                                                                              | David Lambert                                                           | Bélgica, Canadá, França                                  | Drama                                | Guillaume Gouix, Matila Malliarakis, David Salles, Mélissa Désormeaux-Poulin, Flonja Kodheli, Carmela Locantore | Um pianista se apaixona por um baixista albanês |
| The Hour of Living                                                                         | Sebastian Michael                                                       | Hungria, Suíça, Reino Unido                              | Drama                                | Sam Fordham, Charlotte Heinimann, David Wade, Gary Grant, Christoph Schwegier                                   | Ao procurar mais sobre o pai que nunca conheceu, um homem encontra o amor da vida deste                                                                              |
| How to Survive a Plague                                                                    | David France                                                            | EUA                                                      | Documentário                         | Bill Bahlman, David Barr, Gregg Bordowitz, Spencer Cox, Jim Eigo, Anthony S. Fauci                              | Sobre os primeiros anos da pandemia da AIDS |
| Hyde Park on Hudson                                                                        | Roger Michell                                                           | Reino Unido                                              | Biográfico, Comédia, Drama           | Bill Murray, Laura Linney, Samuel West, Olivia Colman, Olivia Williams, Elizabeth Marvel                        | trad. Um Final de Semana em Hyde Park |
| I Am Gay and Muslim                                                                        | Chris Belloni                                                           | Países Baixos, Marrocos                                  | Documentário                         | | Segue jovens gays marroquinos explorando sua religião e sexualidade                                                                                                  |
| I Am Nasrine                                                                               | Tina Gharavi                                                            | Reino Unido, Irã                                         | Drama                                | Micsha Sadeghi, Shiraz Haq, Christian Coulson                                                                   | |
| I Do                                                                                       | Glenn Gaylord                                                           | EUA                                                      | Drama                                | David W. Ross, Jamie-Lynn Sigler, Alicia Witt, Grant Bowler, Maurice Compte, Mike C. Manning                    | Um artista gay inglês vivendo em Nova Iorque casa com sua amiga lésbica para poder ficar no país depois da morte do irmão                                            |
| I Do Bidoo Bidoo: Heto nApo sila!                                                          | Chris Martinez                                                          | Filipinas                                                | Comédia, Romance, Musical            | Eugene Domingo, Gary Valenciano, Ogie Alcasid, Zsa Zsa Padilla, Sam Concepcion, Tippy Dos Santos                | [ 93 ] |
| I Want Your Love                                                                           | Travis Mathews                                                          | EUA                                                      | Drama                                | Jesse Metzger, Brontez Purnell, Ben Jasper                                                                      | Uma expansão do curta homônimo de 2010, onde os amigos e ex-amantes de um homem organizam uma festa de despedida                                                     |
| Id'Nal (Mapusok)                                                                           | G.A. Villafuerte                                                        | Filipinas                                                | Drama, Romance                       | Eirik Cruz, Anton Nolasco, Orlando Sol, Miguel Alcantara, TJ Morello, Mahal                                     | O relacionamento entre dois homens é ameaçado pela promiscuidade de um deles                                                                                         |
| Impossible Choice                                                                          | Ronald Marquisee                                                        | EUA                                                      | Drama, Romance                       | Jesse Navagh, Tyler Spicer, Darian Sundberg, Mark Cole, Marguerite Sundberg, Nancy Roberts                      | O filho de um ministro cristão explora sua homossexualidade durante um verão                                                                                         |
| Intersexion                                                                                | Grant Lahood                                                            | Nova Zelândia                                            | Documentário                         | Mani Mitchell                                                                                                   | Explora a mundo das pessoas intersexo em uma sociedade presa em uma visão do gênero binário                                                                          |
| The Invisible Men                                                                          | Yariv Mozer                                                             | Israel                                                   | Documentário                         | | Três homens gays palestinos se escondem em Tel Aviv |
| Les Invisibles                                                                             | Sébastien Lifshitz                                                      | França                                                   | Documentário                         | Bernard, Catherine, Thérèse Clerc, Elisabeth, Monique Isselé, Jacques, Pierre                                   | trad. Os Invisíveis Gays e lésbicas idosos falam sobre seus passados                                                                                                 |
| It Gets Better (ไม่ได้ขอให้มารัก)                                                              | Tanwarin Sukkhapisit                                                    | Tailândia                                                | Drama, Romance                       | Kawin Imanothai, Nuntita Khampiranon, Penpak Sirikul, Pavich Suprungroj, Panupong Waraakesiri                   | As histórias de três pessoas LGBT vivendo na Tailândia |
| Jack and Diane                                                                             | Bradley Rust Gray                                                       | EUA                                                      | Romance, Terror                      | Juno Temple, Riley Keough, Dane DeHaan, Haviland Morris, Kylie Minogue, Lou Taylor Pucci                        | A atração entre duas garotas começa a se manifestar de maneira inesperada                                                                                            |
| Jaurès                                                                                     | Vincent Dieutre                                                         | França                                                   | Documentário, Drama                  | Eva Truffaut, Vincent Dieutre                                                                                   | Uma autobiografia Título em homenagem à estação homônima em Paris |
| Jobriath A.D.                                                                              | Kieran Turner                                                           | EUA                                                      | Documentário                         | Jerry Brandt, Jayne County, Dennis Christopher, Joe Elliott, Kristian Hoffman, Gloria Jones                     | trad. Jobriath, Glam Rock Sobre Jobriath, o primeiro astro do rock abertamente gay a assinar contrato com um grande estúdio de gravação                              |
| Joshua Tree, 1951: A Portrait of James Dean                                                | Matthew Mishory                                                         | EUA                                                      | Biográfico, Drama                    | James Preston, Dan Glenn, Clare Grant, Erin Daniels, Rafael Morais, Edward Singletary                           | Um retrato do ator James Dean |
| Joven y alocada                                                                            | Marialy Rivas                                                           | Chile                                                    | Drama                                | Alicia Rodríguez, Aline Küppenheim, María Graica Omegna                                                         | |
| Joy! Portrait of a Nun                                                                     | Joe Balass                                                              | Canadá                                                   | Documentário                         | | Segue um dos fundadores das Irmãs da Indulgência Perpétua, uma organização de caridade de homens gays vestidos de freiras                                            |
| K-11                                                                                       | Jules Mann-Stewart                                                      | EUA                                                      | Drama                                | Goran Višnjić, Kate del Castillo, D. B. Sweeney, Portia Doubleday, Jason Mewes, Tom Lister Jr., Sonya Eddy      | |
| Kátia                                                                                      | Karla Holanda                                                           | Brasil                                                   | Documentário                         | Kátia Tapety, Karla Holanda                                                                                     | Sobre Kátia Tapety, a primeira mulher trans se eleger para um cargo político no país                                                                                 |
| Keep the Lights On                                                                         | Ira Sachs                                                               | EUA                                                      | Drama                                | Thure Lindhardt, Zachary Booth, Julianne Nicholson, Souléymane Sy Savané, Paprika Steen                         | |
| Kern                                                                                       | Veronika Franz, Severin Fiala                                           | Áustria                                                  | Documentário                         | Severin Fiala, Veronika Franz, Traute Furthner, Peter Kern, Lucyna Kopec, Susanne Wuest                         | Sobre o controverso diretor e ator Peter Kern |
| Kiss of the Damned                                                                         | Xan Cassavetes                                                          | EUA                                                      | Romance, Terror, Suspense            | Joséphine de la Baume, Milo Ventimiglia, Roxane Mesquida, Michael Rapaport, Riley Keough, Anna Mouglalis        | O relacionamento entre uma vampira e um humano é ameaçada com a chega da irmã volátil dela                                                                           |
| Klänge des Verschweigens                                                                   | Klaus Stanjek                                                           | Alemanha                                                 | Documentário                         | | A odisseia do tio do diretor, um músico gay na Alemanha Nazista |
| König des Comics                                                                           | Rosa von Praunheim                                                      | Alemanha                                                 | Documentário                         | Ralf König, Joachim Król, Rosa von Praunheim, Olaf Gabriel, René Krummenacher, Ralph Morgesten                  | Sobre o cartunista gay alemão Ralph König |
| Kujira no machi (くじらのまち)                                                             | Keiko Tsuruoka                                                          | Japão                                                    | Drama                                | Momoko Tobita, Sui Katano, Sakiko Yamaguchi, Kentaro Sato, Masaru Nakashima                                     | Três colegas de turma procuram pelo irmão de um deles, desaparecido a 6 anos                                                                                         |
| Kulman pojat                                                                               | Teppo Airaksinen                                                        | Finlândia                                                | Comédia, Romance                     | Eero Ritala, Joonas Saartamo, Jussi Vatanen, Lotta Kaihua, Ville Tiihonen, Janne Ravi                           | Um homem descobre que a garota que ama torce para um time futebol rival                                                                                              |
| Kuma                                                                                       | Umut Dağ                                                                | Áustria                                                  | Drama                                | Nihal G. Koldaş, Begüm Akkaya, Vedat Erincin, Murathan Muslu, Alev Imak, Aliye Esra Salebci                     | trad. A Segunda Esposa Uma jovem turca vira a segunda esposa de um homem bem mais velho em Viena                                                                     |
| Láska je láska                                                                             | Milan Cieslar                                                           | República Checa                                          | Comédia                              | Petr Nározný, Eliska Balzerová, Simona Stasová, Ondrej Vetchý, Aneta Krejcíková, Maciej Cymorek                 | [ 114 ] |
| Laurence Anyways                                                                           | Xavier Dolan                                                            | Canadá, França                                           | Drama, Romance                       | Melvil Poupaud, Suzanne Clément, Nathalie Baye, Monia Chokri                                                    | |
| Leg Ihn Um!                                                                                | Jan Georg Schütte                                                       | Alemanha                                                 | Comédia                              | Hans-Michael Rehberg, Oliver Sauer, Stephan Schad, Susanne Wolff, Pheline Roggan                                | Um patriarca com uma doença terminal decide escolher seu herdeiro ao desafiar um de seus quatro filhos preguiçosos a acabar com seu sofrimento                       |
| Lesbiana: une révolution parallèle                                                         | Myriam Fougère                                                          | França                                                   | Documentário                         | | Mostra escritoras, filósofas, e ativistas lésbicas membros do movimento feminista iniciado nos anos 70                                                               |
| A Liar's Autobiography: The Untrue Story of Monty Python's Graham Chapman                  | Bill Jones, Benjamin Timlett, Jeff Simpson                              | Reino Unido                                              | Animação, Comédia                    | Graham Chapman, Terry Gilliam, John Cleese, Michael Palin, Carol Cleveland, Cameron Diaz                        | trad. Monty Python - A Autobiografia de um Mentiroso Versão ficcionalizada e tributo da vida de Graham Chapman, membro do grupo Monty Python                         |
| Love Free or Die                                                                           | Macky Alston                                                            | EUA                                                      | Documentário                         | Gene Robinson                                                                                                   | trad. Amor Livre ou Morte Sobre Gene Robinson, o primeiro clérigo anglicano abertamente homossexual a ser ordenado para o episcopado histórico                       |
| Love Me Not (不能愛)                                                                       | Gilitte Leung                                                           | Hong Kong                                                | Drama, Romance                       | Afa Lee, Kenneth Cheng, Siu Wu, Rebecca Yip                                                                     | A amizade entre um gay e uma lésbica fica tensa quando ele concorda em ter um casamento arranjado                                                                    |
| Love or Whatever                                                                           | Rosser Goodman                                                          | EUA                                                      | Comédia                              | Tyler Poelle, Joel Rush, Jennifer Elise Cox, David Wilson Page, Jenica Bergere, Kate Flannery                   | Um terapeuta sonha em viver uma relação estável com seu parceiro, mas este não leva o namoro à sério                                                                 |
| Love Thing                                                                                 | Michael Mannetta                                                        | EUA                                                      | Comédia, Fantasia, Musical           | Joaquin LaHabana, Ray Matthews, Joseph Montalbo, Henry Honolulu, CheChe Archibald, Jack Smith                   | [ 121 ] |
| Love U Man                                                                                 | Bb Phuyal                                                               | Nepal                                                    | Drama                                | Raz Aryan, Sures Chaudhary, Pranisha Silwal                                                                     | Primeiro filme de temática gay do Nepal |
| Ludwig II                                                                                  | Peter Sehr, Marie Noëlle                                                | Alemanha, Áustria                                        | Biográfico, Drama, Histórico         | Sabin Tambrea, Sebastian Schipper, Tom Schilling, Uwe Ochsenknecht, Axel Milberg                                | Dramatização da vida do Rei Luís II da Baviera |
| Magnifica presenza                                                                         | Ferzan Özpetek                                                          | Itália                                                   | Comédia, Drama                       | Elio Germano, Paola Minaccioni, Beppe Fiorello, Margherita Buy, Bianca Nappi, Massimiliano Gallo                | Um aspirante a ator divide o apartamento com oito fantasmas que não sabem que estão mortos                                                                           |
| Maladies                                                                                   | Carter                                                                  | EUA                                                      | Drama                                | James Franco, Catherine Keener, Fallon Goodson, David Strathairn, Vince Jolivette, Carter                       | trad. Transtornos Um ator bem-sucedido se aposenta após ser diagnosticado com uma doença mental e volta a sua cidade natal                                           |
| Mama Rainbow (彩虹伴我心)                                                                  | Fan Popo                                                                | China                                                    | Documentário                         | | Seis mães falam abertamente sobre suas experiências com seus filhos gays                                                                                             |
| Man for a Day                                                                              | Katarina Peters                                                         | Alemanha, Reino Unido, Finlândia                         | Documentário                         | Diane Torr, Susann Schönborn, Theresa Theune                                                                    | A ativista Diane Torr questiona o significado da identidade de gênero                                                                                                |
| The Man Whose Mind Exploded                                                                | Toby Amies                                                              | Reino Unido                                              | Documentário                         | Tony Banwell | O mundo estranho e hilário de Drako Zarharzar |
| Männer zum knutschen                                                                       | Robert Hasfogel                                                         | Alemanha                                                 | Comédia, Romance                     | Frank Christian Marx, Udo Lutz, Alexandra Starnitzky, Sascia Haj, Marcel Schlutt, Marcus Lachmann               | A felicidade de um casal gay é posta à prova quando recebem a visita de um amigo das forças especiais                                                                |
| Mapa Para Conversar                                                                        | Constanza Fernández                                                     | Chile                                                    | Drama                                | Moro Andrea, Francisca Bernardi, Romano Kottow, Francisco Pizarro Saenz de Urtury, Mariana Prat                 | Uma mulher tem que escolher entre ficar com o pai de seu filho ou embarcar em um novo relacionamento com sua namorada                                                |
| Marcelo                                                                                    | Omar Yñigo                                                              | México                                                   | Comédia                              | Héctor Jiménez, Laura Zapata, Olga Segura, Aarón Díaz                                                           | Um jovem acredita que encontrou a reencarnação de seu super-herói favorito em seu vizinho excêntrico                                                                 |
| Margarita                                                                                  | Laurie Colbert, Dominique Cardona                                       | Canadá                                                   | Comédia, Drama                       | Nicola Correia-Damude, Patrick McKenna, Christine Horne, Maya Ritter                                            | Uma imigrante mexicana lésbica vivendo em Toronto corre risco de deportação depois que é despedida                                                                   |
| Me at the Zoo                                                                              | Chris Moukarbel, Valerie Veatch                                         | EUA                                                      | Documentário                         | Chris Crocker, Lisa Hickey                                                                                      | Sobre o controverso blogueiro Chris Crocker |
| The Men Next Door                                                                          | Rob Williams                                                            | EUA                                                      | Comédia, Romance                     | Eric Dean, Michael Nicklin, Benjamin Lutz, Heidi Rhodes, Mark Cirillo, Christopher Schram                       | Um homem fica indeciso entre dois pretendentes, que por acaso são pai e filho                                                                                        |
| Mississippi I Am                                                                           | Harriet Hirshorn, Katherine Linton                                      | EUA                                                      | Documentário                         | Lance Bass, Constance McMillen                                                                                  | Sobre Lance Bass, cantor do NSYNC que se assumiu como gay em 2006 |
| Mixed Kebab                                                                                | Guy Lee Thys                                                            | Bélgica, Turquia                                         | Drama                                | Cem Akkanat, Simon Van Buyten, Gamze Tazim, Karlijn Sileghem, Lukas De Wolf                                     | Um garçom turco muçulmano se apaixona pelo filho de seu chefe |
| Mohammed to Maya                                                                           | Jeff Roy                                                                | EUA, Tailândia                                           | Documentário                         | Kevin Alexander Stea, Jeff Roy, Kabir Orlowski, Maya Jafer, Raymund Imperial                                    | A jornada de uma mulher trans muçulmana e sua decisão de fazer uma cirurgia de redesignação sexual                                                                   |
| Molly's Girl                                                                               | Scott R. Thompson                                                       | EUA                                                      | Comédia, Drama                       | Kristina Valada-Viars, Emily Schweitz, Ellen Dolan, Sondra Ward, Stephanie Brown                                | Uma mulher rebelde tenta se livrar de um caso de uma noite que se apegou a ela ao se apresentar ao pai conservador desta                                             |
| Mommy Is Coming                                                                            | Cheryl Dunye                                                            | Alemanha                                                 | Comédia, Romance                     | Lil Harlow, Papi Coxx, Maggie Tapert, Wieland Speck, Cheryl Dunye, Stefan Kuschner                              | [ 139 ] |
| The Mommy Returns                                                                          | Joel Lamangan                                                           | Filipinas                                                | Comédia                              | Gabby Concepcion, Ruffa Gutierrez, Pokwang, Jillian Ward, Gloria Diaz, John Lapus                               | O fantasma de uma mulher foge do purgatório para impedir que outra tome seu lugar em sua família                                                                     |
| Mondomanila                                                                                | Khavn                                                                   | Filipinas                                                | Comédia, Terror, Musical             | Timothy Castillo, Marife Necesito, Jim Rocky Tangco, Jonathan Reyes, Stefan Punongbayan                         | [ 141 ] |
| Moominland Tales: The Life of Tove Jansson                                                 | Eleanor Yule                                                            | Reino Unido                                              | Documentário                         | Samuel West, Janet Suzman                                                                                       | A vida e a obra de Tove Jansson, criadora dos Mumins |
| Morgan                                                                                     | Michael D. Akers                                                        | EUA                                                      | Drama                                | Leo Minaya, Jack Kesy                                                                                           | Paraplégico após sofrer um acidente de motocicleta, um homem conhece outro enquanto tenta manter sua rotina                                                          |
| Mosquita y Mari                                                                            | Aurora Guerrero                                                         | EUA                                                      | Drama                                | Fenessa Pineda, Venecia Troncoso                                                                                | Duas adolescentes chicanas viram parceiras em um projeto da escola e acabam se aproximando                                                                           |
| Muge (무게)                                                                                | Jeon Kyu-hwan                                                           | Coreia do Sul                                            | Drama                                | Cho Jae-hyun, Park Ji-a                                                                                         | Sobre um agente funerário corcunda e sua meia-irmã trans |
| Música ocular                                                                              | José Antonio Cordero                                                    | México                                                   | Documentário                         | Tari Beltran, Erik Davila, Omar Garcia Sandoval, Mirian Lopez Enriquez, Jose Manuel Marquez                     | Em um vilarejo no sul do México, alunos surdos fazem um filme baseado em seus sonhos                                                                                 |
| My Best Day                                                                                | Erin Greenwell                                                          | EUA                                                      | Comédia                              | Rachel Style, Ashlie Atkinson, Robert Salerno, Jo Armeniox, Raúl Castillo, Harris Doran                         | Quando o pai que ela não sabia que tinha procura alguém para consertar uma geladeira, uma mulher e sua amiga fingem ser mecânicas                                    |
| My Brother the Devil                                                                       | Sally El Hosaini                                                        | Reino Unido                                              | Drama                                | James Floyd, Fady Elsayed, Saïd Taghmaoui                                                                       | trad. Meu Irmão, O Diabo Dois irmãos anglo-egípcios tentam manter sua identidade social e sua masculinidade                                                          |
| My Love - Historien om Poul og Mai                                                         | Iben Haahr Andersen                                                     | Dinamarca                                                | Documentário                         | | Anos após perder sua família, um pescador de 60 anos encontra amor com um tailandês                                                                                  |
| The Mystery of Mazo de la Roche                                                            | Maya Gallus                                                             | Canadá                                                   | Biográfico                           | Severn Thompson, Jordyn Negri, Deborah Hay                                                                      | A história da misteriosa autora canadense Mazo de la Roche |
| Na Estrada                                                                                 | Walter Salles                                                           | EUA, Canadá, Reino Unido, Brasil, França                 | Aventura, Drama                      | Sam Riley, Garrett Hedlund, Kristen Stewart, Amy Adams, Tom Sturridge, Alice Braga                              | Baseado no romance On the Road de Jack Kerouac |
| Naked As We Came                                                                           | Richard LeMay                                                           | EUA                                                      | Drama                                | Benjamin Weaver, Karmine Alers, Lue McWilliams, Ryan Vigilant                                                   | Um homem sua irmã visitam sua mãe doente e descobrem que ela está morando com um jovem que suavizou sua personalidade                                                |
| Namjokeuro Ganda (남쪽으로 간다)                                                           | Leesong Hee-il                                                          | Coreia do Sul                                            | Drama                                | Kim Jae-heung, Jeon Sin-hwan                                                                                    | Prestes a terminar seu serviço militar, um homem droga seu colega e o leva para a floresta                                                                           |
| Nate & Margaret                                                                            | Nathan Adloff                                                           | EUA                                                      | Comédia, Drama, Romance              | Natalie West, Conor McCahill, Gaby Hoffmann                                                                     | A amizade entre uma comediante de meia idade e um jovem gay é ameaçada quando ele arranja um namorado                                                                |
| Noor                                                                                       | Guillaume Giovanetti, Çagla Zencirci                                    | França, Paquistão                                        | Drama                                | Uzma Ali, Baba Hussain, Noor, Gunga Sain, Mithu Sain                                                            | Um homem trans paquistanês procura por uma mulher que o ame |
| Nor’easter                                                                                 | Andrew Brotzman                                                         | EUA                                                      | Drama, Suspense                      | David Call, Richard Bekins, Liam Aiken, Haviland Morris, Rachel Brosnahan, Danny Burstein                       | |
| Odpad město smrt                                                                           | Jan Hřebejk                                                             | República Checa                                          | Drama                                | Gabriela Míčová, Dana Poláková, Martin Pechlát, Stanislav Majer, Jiří Černý, Martin Finger                      | Uma prostituta gentil é contratada como uma contadora de histórias por um senhor rico                                                                                |
| Olhe pra mim de novo                                                                       | Kiko Goifman, Claudia Priscilla                                         | Brasil                                                   | Documentário                         | Silvyo Lucio | Sobre um homem trans procurando um médico para realizar sua cirurgia de redesignação sexual                                                                          |
| The Olivia Experiment                                                                      | Sonja Schenk                                                            | EUA                                                      | Comédia                              | Skye Noel, Jen Lilley, Brett Baumayr, Michelynne McGuire, Kyle S. More, Dan Gordon                              | Uma mulher começa a suspeitar que é assexual, e sua amiga oferece seu próprio namorado para um experimento                                                           |
| De Ontmaagding van Eva van End                                                             | Michiel ten Horn                                                        | Países Baixos                                            | Drama                                | Vivian Dierickx, Rafael Gareisen, Jacqueline Blom, Freerk Bos, Frans de Wit                                     | Uma família disfuncional começa a se reinventar quando um intercambista passa a morar com eles                                                                       |
| Out in the Dark                                                                            | Michael Mayer                                                           | Israel                                                   | Drama                                | Nicholas Jacob, Michael Aloni, Jamil Khoury, Alon Pdut, Loai Nofi, Khawlah Hag-Debsy                            | Um estudante palestino se apaixona por um advogado israelense |
| The Paperboy                                                                               | Lee Daniels                                                             | EUA                                                      | Drama, Suspense                      | Zac Efron, Matthew McConaughey, Nicole Kidman, John Cusack, David Oyelowo, Scott Glenn                          | |
| Paraísos Artificiais                                                                       | Marcos Prado                                                            | Brasil                                                   | Drama, Romance                       | Nathalia Dill, Luca Bianchi, Lívia de Bueno                                                                     | |
| Parts of the Heart                                                                         | Paul Agusta                                                             | Indonésia                                                | Drama                                | Endy Arfian, Ardy Rinaldy, Bunaya Yulius, Elbert Powa, Tuhdil Haqiqi, Daud Sumolang                             | Dividido em 8 partes, segue a vida amorosa de um homem gay em Jacarta                                                                                                |
| Passion                                                                                    | Brian De Palma                                                          | França, Alemanha                                         | Drama, Suspense, Erótico             | Rachel McAdams, Noomi Rapace, Karoline Herfurth, Paul Anderson                                                  | |
| Paul Bowles: The Cage Door is Always Open                                                  | Daniel Young                                                            | Suíça                                                    | Documentário                         | John Waters, Bernardo Bertolucci, Gore Vidal, Richard Horowitz, John Giorno, Edmund White                       | A história do compositor Paul Bowles e sua esposa Jane, devotos a sua amizade apesar de ambos terem casos homoafetivos                                               |
| Pay It No Mind                                                                             | Michael Kasino                                                          | EUA                                                      | Documentário                         | Marsha P. Johnson, Taylor Mead, Martin Boyce, Jimmy Camicia, David Carter, Ron Jones                            | Sobre a ativista trans Marsha P. Johnson, pioneira na luta pelos direitos da comunidade LGBT uma das líderes da revolta de Stonewall                                 |
| A Perfect Ending                                                                           | Nicole Conn                                                             | EUA                                                      | Drama                                | Jessica Clark, Barbara Niven, John Heard, Morgan Fairchild                                                      | |
| The Perfect Wedding                                                                        | Scott Gabriel                                                           | EUA                                                      | Comédia, Romance                     | James Rebhorn, Kristine Sutherland, Rico Aragon, Jason Gaffney, Sal Rendino                                     | Durante as festas de Natal, um homem começa a se apaixonar pelo namorado de seu ex                                                                                   |
| Petunia                                                                                    | Ash Christian                                                           | EUA                                                      | Comédia, Drama, Romance              | Thora Birch, Brittany Snow, Eddie Kaye Thomas, Christine Lahti, Michael Urie, Tobias Segal                      | Três irmãos tentam desaprender tudo que seus pais psicanalistas os ensinaram sobre a vida                                                                            |
| Las pibas                                                                                  | Raúl Perrone                                                            | Argentina                                                | Drama                                | Fiorella Yemina, Aita Yuliana, Nerina Bustos, Nestor Gianotti, Santiago Deandreis, Amiliano Rios                | Segue a reconstrução do relacionamento entre duas jovens |
| Pojktanten                                                                                 | Ester Martin Bergsmark                                                  | Suécia                                                   | Documentário                         | Ester Martin Bergsmark, Varg Holmdahl, Eli Levén, Theo Walther                                                  | [ 165 ] |
| Positive Youth                                                                             | Charlie David                                                           | Canadá                                                   | Documentário                         | Neil Giuliano, Austin Head, Frank Spinelli                                                                      | Segue quatro jovens HIV positivos |
| The Prep School Negro                                                                      | Andre Robert Lee                                                        | EUA                                                      | Documentário                         | Andre Robert Lee                                                                                                | O diretor revisita memórias de sua adolescência como um bolsista em uma escola preparatória                                                                          |
| Pretty Obsession                                                                           | Michael Baumgarten                                                      | EUA                                                      | Suspense                             | Brittany Nicole Kovler, Lydia Pritchett, Chris Moss                                                             | Uma jovem modelo de webcam acaba colocando ela mesma e sua família em perigo                                                                                         |
| Pridyider                                                                                  | Rico Maria Ilarde                                                       | Filipinas                                                | Terror                               | Andi Eigenmann, JM de Guzman, Janice de Belen, Joel Torre, Ronnie Lazaro, Baron Geisler                         | Após anos vivendo nos EUA, uma jovem retorna à casa de sua família, e é aterrorizada por uma geladeira demoníaca                                                     |
| Prima di tutto                                                                             | Marco S. Puccioni                                                       | Itália                                                   | Documentário                         | | Dois homens gays italianos se tornam pais de gêmeos com a ajuda de uma doação de óvulos e uma barriga de aluguel americana                                           |
| Question One                                                                               | Joseph Fox, James Nubile                                                | EUA                                                      | Documentário                         | | Em Maio de 2009, o Maine se tornou o primeiro estado americano é legalizar o casamento entre pessoas do mesmo sexo. Sete meses depois essa decisão foi revertida.    |
| Radio Wars                                                                                 | Sandra Mohr                                                             | EUA                                                      | Documentário                         | Bud Burrell, Tommy Calvert Jr., Dominique Garcia, Richard Keane, Andy Montero, Spencer Osborne                  | Sobre a história do rádio |
| Raid of the Rainbow Lounge                                                                 | Robert L. Camina                                                        | EUA                                                      | Documentário                         | Meredith Baxter, Christopher Aller, Thomas R. Anable, Joel Burns, Todd Camp, Daniel Scott Cates                 | Reconta os eventos relacionados a operação policial que invadiu um bar gay do Texas em 2009                                                                          |
| Revealing Mr. Maugham                                                                      | Michael House                                                           | EUA, Reino Unido                                         | Documentátio                         | Marnie Baxter, Suanne Braun, Tianna Nicole Brown, Camilla Chandon, Richard Davenport-Hines, Ronald Harwood      | Sobre a vida e obra do escritor W. Somerset Maugham |
| Rhapsody                                                                                   | Mark Bessenger                                                          | EUA                                                      | Drama, Romance                       | Nic Arnzen, D. B. Collins, Pamela Delucia, Vince Gatton, Andrew Micheli, Kellum Lewis                           | Um pianista de cabaré se apaixona por um pedreiro com problemas de intimidade                                                                                        |
| The Right to Love: An American Family                                                      | Cassie Jaye                                                             | EUA                                                      | Documentário                         | Justin R. Cannon, Bryan Leffew, Jay Leffew, Denise Miney                                                        | Um casal gay e seus filhos criam um canal no YouTube após o banimento do casamentos de mesmo sexo na Califórnia                                                      |
| Romeo Romeo                                                                                | Lizzie Gottlieb                                                         | EUA                                                      | Documentário                         | Jessica Casano-Antonellis, Lexy Casano-Antonellis                                                               | Segue o casamento moderno de duas lésbicas que planejam formar uma família                                                                                           |
| Rosakinder                                                                                 | Axel Ranisch, Julia von Heinz, Robert Thalheim, Chris Kraus, Tom Tykwer | Alemanha                                                 | Documentário                         | Chris Kraus, Axel Ranisch, Robert Thalheim, Tom Tykwer, Julia von Heinz, Rosa von Praunheim                     | Cinco diretores celebram o trabalho do cineasta Rosa von Praunheim                                                                                                   |
| Route of Acceptance                                                                        | Heather Tobin                                                           | Canadá                                                   | Drama                                | Emily Alatalo, Kelly-Marie Murtha, Yvonne Gauthier, Wade Gamble, Ry Barrett, Janice Tate                        | Uma jovem lésbica aspirante a cineasta tem que decidir para que faculdade ir                                                                                         |
| Ruben’s Place                                                                              | Sam Vasquez                                                             | EUA                                                      | Drama                                | Dawson Montoya, Jason Lieu, Solana Crawford, David Louis Klein, Ray Renati, Ulises Toledo                       | Um jovem volta para casa para cuidar de seu pai doente e reencontra um amigo de infância                                                                             |
| Saltwater                                                                                  | Charlie Vaughn                                                          | EUA                                                      | Romance                              | Ronnie Kerr, Ian Roberts, Bruce L. Hart, Berna Roberts, Will Bethencourt, Brent Alan Henry                      | [ 181 ] |
| Sanubari Jakarta                                                                           | Vários                                                                  | Indonésia                                                | Drama, Romance                       | Hafez Ali, Ence Bagus, Deddy Corbuzier, Rangga Djoned, Reuben Elishama, Irfan Guchi                             | Uma coleção de 10 romances LGBT espalhados por Jacarta |
| Sassy Pants                                                                                | Coley Sohn                                                              | EUA                                                      | Comédia                              | Anna Gunn, Ashley Rickards, Haley Joel Osment, Diedrich Bader, Jenny O'Hara, Martin Spanjers                    | trad. A Virada de Bethany Uma adolescente vai morar com seu pai e faz amizade com o namorado bem mais jovem dele                                                     |
| Satan's Angel: Queen of the Fire Tassels                                                   | Joshua M. Dragotta                                                      | EUA                                                      | Documentário                         | Angel Walker, Vic Crotwell, Dixie Evans, Kitten Natividad, Michelle L'Amour, Ginger Lynn                        | Uma lendária dançarina burlesca discute sua vida, carreira e amor pelo ofício                                                                                        |
| Scenes from a Gay Marriage                                                                 | Matt Riddlehoover                                                       | EUA                                                      | Comédia, Romance                     | Matt Riddlehoover, Jared Allman, Thashana McQuiston, Carson Nicely, Domiziano Arcangeli                         | trad. Cenas de um Casamento Gay Um homem solteiro acredita que um de seus vizinhos casado está traindo seu parceiro                                                  |
| Scrooge & Marley                                                                           | Richard Knight Jr., Peter Neville                                       | EUA                                                      | Drama                                | David Pevsner, Tim Kazurinsky, Rusty Schwimmer, Bruce Vilanch                                                   | Adaptação moderna LGBT da obra A Christmas Carol |
| Sekret                                                                                     | Przemyslaw Wojcieszek                                                   | Polônia                                                  | Drama                                | Tomasz Tyndyk, Agnieszka Podsiadlik, Marek Kepinski                                                             | Uma drag queen descobre que seu avó matou uma família judia na final da Segunda Guerra                                                                               |
| The Secret Disco Revolution                                                                | Jamie Kastner                                                           | Canadá, França, EUA, Emirados Árabes Unidos, Reino Unido | Documentário                         | Vince Aletti, Eric Anzalone, Robert Kool Bell, Henri Belolo, Mark Benecke, Alex Briley                          | Entrevistas reveladores com os principais cantores e cantoras da música disco                                                                                        |
| Seventh-Gay Adventists                                                                     | Stephen Eyer, Daneen Akers                                              | EUA                                                      | Documentário                         | | Dois gays e uma lésbica adventistas do sétimo dia tentam reconciliar sua fé com sua identidade                                                                       |
| El sexo de los ángeles                                                                     | Xavier Villaverde                                                       | Espanha                                                  | Drama, Romance                       | Astrid Bergès-Frisbey, Lluïsa Castell, Álvaro Cervantes, Llorenç González, Ricard Farré, Marc Garcia Coté       | trad. O Sexo dos Anjos A chegada de um homem misterioso muda a dinâmica de um jovem casal                                                                            |
| She Said Boom: The Story of Fifth Column                                                   | Kevin Hegge                                                             | Canadá                                                   | Documentário                         | Caroline Azar, Beverly Breckenridge, G.B. Jones, Bruce La Bruce, Kathleen Hanna, Vaginal Davis                  | trad. She Said Boom: A história do Fifth Column Sobre Fifth Column, banda feminina canadense dos anos 80                                                             |
| She: Their Love Story (Sｈｅ เรื่องรักระหว่างเธอ)                                              | Sarunya Noithai                                                         | Tailândia                                                | Drama                                | Ann Siriwan Baker, Supachai Girdsuwan, Kitchya Kaesuwan, Papussamol Pawatkamolpat                               | Uma mulher de negócios bem sucedida deixa sua família após uma mudança inesperada em sua vida                                                                        |
| The Silent Thief                                                                           | Jennifer Clary                                                          | EUA                                                      | Suspense                             | Toby Hemingway, Cody Longo, Scout Taylor-Compton, John Billingsley, Frances Fisher, Reid Ewing                  | Um jovem procurando aceitação entra na vida de uma família e tenta substituir o filho deles                                                                          |
| A Silent Truth                                                                             | Peter Anthony Fields                                                    | EUA                                                      | Drama                                | Daniel Sovich, Dylan Aaron White, Tonee Purnell, Kathy Vogel, Joy D. Borland, Cole Kornell                      | Um garoto gay de 14 anos conta seus medos sobre sua família homofóbica para sua melhor amiga                                                                         |
| Silent Youth                                                                               | Diemo Kemmesies                                                         | Alemanha                                                 | Drama, Romance                       | Martin Bruchman, Josef Mattes, Linda Schüle, Mathias Neubert                                                    | trad. Juventude Calada |
| Sin Sangre Nunca                                                                           | Yerko Espinoza                                                          | Chile                                                    | Drama                                | Laura Buitrago, Yerko Espinoza, Piero Olmedo                                                                    | [ 196 ] |
| Sing Me the Songs That Say I Love You: A Concert for Kate McGarrigle                       | Lian Lunson                                                             | EUA                                                      | Documentário                         | Rufus Wainwright, Martha Wainwright, Justin Bond, Jimmy Fallon, Emmylou Harris, Antony Hegarty                  | Os irmãos Wainwright celebram sua falecida mãe, a cantora Kate McGarrigle                                                                                            |
| Sisterakas                                                                                 | Wenn V. Deramas                                                         | Filipinas                                                | Comédia                              | Vice Ganda, Ai-Ai delas Alas, Kris Aquino, Xyriel Manabat, Kathryn Bernardo, Daniel Padilla                     | Um homem se viga de sua irmã ao contratá-la como sua assistente pessoal                                                                                              |
| The Skin I'm In                                                                            | Broderick Fox                                                           | EUA                                                      | Documentário                         | Rande Cook, Broderick Fox, Zulu Zulu                                                                            | Encontrado no metrô de Berlim com a cabeça aberta e níveis letais de álcool no sangue, um jovem é salvo por estranhos                                                |
| The Skinny                                                                                 | Patrik-Ian Polk                                                         | EUA                                                      | Comédia, Romance, Drama              | Jussie Smollett, Anthony Burrell, Blake Young-Fountain, Jeffrey Bowyer-Chapman, Shanika Warren-Markland         | Sobre cinco amigos negros que estudam na Universidade Brown, quatro gays e uma lésbica                                                                               |
| Sleepless Knights                                                                          | Stefan Butzmühlen, Cristina Diz                                         | Alemanha                                                 | Drama, Romance                       | Raul Godoy, Jaime Pedruelo, David Ruiz Miranda, Pepa Duran Sanchez, Ángel Muñoz Ruiz                            | [ 201 ] |
| Slumber Party                                                                              | Emmanuel Dela Cruz                                                      | Filipinas                                                | Comédia                              | Archie Alemania, Markki Stroem, RK Bagatsing, Sef Cadayona, Betong Sumaya, Maey Bautista                        | Na véspera do Miss Universo de 2010, um convidado inesperado se intromete no drama entre três amigos gays                                                            |
| Small Apartments                                                                           | Jonas Åkerlund                                                          | EUA                                                      | Comédia, Drama                       | Matt Lucas, Juno Temple, James Caan, Dolph Lundgren, Billy Crystal, Peter Stormare                              | trad. Inquilino Desajeitado Um homem com vizinhos estranhos encontra o corpo do proprietário do seu apartamento                                                      |
| Soongava                                                                                   | Subarna Thapa                                                           | Nepal, França                                            | Drama                                | Saugat Malla, Deeya Maskey, Nisha Adhikari                                                                      | Primeiro filme nepalês de temática lésbica, sobre o amor entre duas universitárias                                                                                   |
| Sosy Problems                                                                              | Andoy Ranay                                                             | Filipinas                                                | Comédia, Drama, Romance              | Heart Evangelista, Rhian Ramos, Bianca King, Solenn Heussaff, Aljur Abrenica, Mylene Dizon                      | Os problemas de quatro socialites |
| Strange Frame: Love & Sax                                                                  | G.B. Hajim                                                              | EUA                                                      | Animação, Ficção Científica, Romance | Claudia Black, Tara Strong, Ron Glass, Cree Summer, Tim Curry, Juliet Landau                                    | Em um futuro onde a humanidade colonizou as Luas de Júpiter, uma jovem cantora se apaixona por uma saxofonista                                                       |
| Strong!                                                                                    | Julie Wyman                                                             | EUA, China, Tailândia                                    | Documentário                         | J.S. Gilbert, Cheryl Haworth                                                                                    | A halterofilista olímpica Cheryl Haworth defende seu título de campeã                                                                                                |
| Struck by Lightning                                                                        | Brian Dannelly                                                          | EUA                                                      | Comédia, Drama                       | Chris Colfer, Allison Janney, Christina Hendricks, Sarah Hyland, Carter Jenkins, Brad William Henke             | |
| Stud Life                                                                                  | Campbell Ex                                                             | Reino Unido                                              | Drama, Romance                       | T'Nia Miller, Kyle Treslove, Robyn Kerr, Simon Savory, Doña Croll, Naechane Romeo                               | Uma lésbica tipo 'stud' trabalha com seu melhor amigo como fotógrafa de casamento                                                                                    |
| Swan Lake                                                                                  | Ross MacGibbon, Matthew Bourne                                          | EUA                                                      | Balé, Drama                          | Richard Winsor, Dominic North, Nina Goldman, Madelaine Brennan, Steve Kirkham, Joseph Vaughan                   | Também conhecido como Matthew Bourne's Swan Lake 3D Uma interpretação moderna do balé O Lago dos Cisnes de Tchaikovsky, substituindo o coro de bailarinas por homens |
| Tennessee Queer                                                                            | Earl Goshorn                                                            | EUA                                                      | Comédia, Drama                       | Christian Walker, Billie Worley, Jim Eikner, Jerre Dye, Ann Marie Hall, Lindsey Roberts                         | Um homem gay volta à sua cidade natal conservadora determinado a melhorar a vida da juventude LGBT                                                                   |
| This Guy's in Love with U Mare!                                                            | Wenn V. Deramas                                                         | Filipinas                                                | Comédia                              | Vice Ganda, Toni Gonzaga, Luis Manzano, Edgar Mortiz, Tessie Tomas, Boboy Garovillo                             | Para impedir que seu parceiro o traia, um homem gay tenta seduzir a garota que ele está afim                                                                         |
| This Is Not a Dream                                                                        | Gavin Butt, Ben Walters                                                 | Reino Unido, EUA, Alemanha                               | Documentário                         | Dickie Beau, Nao Bustamante, Dara Birnbaum, Glenn O’Brien, Vaginal Davis, Kalup Linzy                           | Explora o impacto da tecnologia de vídeo na arte contemporânea e de performance                                                                                      |
| Tigre v meste                                                                              | Juraj Krasnohorsky                                                      | Eslováquia, República Checa                              | Comédia, Drama, Romance              | Kristína Tóthová, Tomáš Maštalír, Milan Ondrík, Ľubomír Bukový, Ivica Sláviková                                 | trad. Tigres na cidade Três amigos estão decididos a encontrar algo mais que a felicidade                                                                            |
| Todo el mundo tiene a alguien menos yo                                                     | Raúl Fuentes                                                            | México                                                   | Drama                                | Naian González Norvind, Andrea Portal, Tamara Mazarraza, Gimena Gómez, Isabel Aerenlund                         | Uma executiva de sucesso se envolve com uma adolescente energética em um relacionamento opressivo                                                                    |
| Trans                                                                                      | Chris Arnold                                                            | EUA                                                      | Documentário                         | Masen Davis, Christine McGinn, Tiffany Woods                                                                    | Um olhar pelo mundo de indivíduos trans |
| Transgender Tuesdays: A Clinic In the Tenderloin                                           | Mark Freeman, Nathaniel Walters-Koh                                     | EUA                                                      | Documentário                         | Veronica Klaus                                                                                                  | A história da primeira clínica voltada especificamente para pessoas trans                                                                                            |
| Transpapa                                                                                  | Sarah-Judith Mettke                                                     | Alemanha                                                 | Drama                                | Luisa Sappelt, Devid Striesow, Sandra Borgmann, Horst Sachtleben, Florence Kasumba                              | Uma pré-adolescente descobre que seu pai passou por uma cirurgia de redesignação sexual e decide visitá-la sozinha                                                   |
| Trashology                                                                                 | Brian Dorton                                                            | EUA                                                      | Comédia                              | Rodney Horn, Douglas Conner, Brian Dorton, Laura Lee Black                                                      | Ao começar um trabalho de faculdade, uma jovem encontra um livro misterioso                                                                                          |
| Ulrike Ottinger - Die Nomadin vom See                                                      | Brigitte Kramer                                                         | Alemanha                                                 | Documentário                         | Ulrike Ottinger, Ingvild Goetz, Irm Hermann, Eva Mattes                                                         | trad. A Nômade do Lago Um retrato da cineasta Ulrike Ottinger |
| Una Noche                                                                                  | Lucy Mulloy                                                             | Cuba, EUA                                                | Drama, Suspense                      | Daniel Arrechaga, Analin de la Rua de la Torre, Javier Nunez Florian, Maria Adelaida Mendez Bonet               | trad. Uma Noite O irmão de uma jovem cubana quer fugir para Miami com um amigo perseguido pela polícia                                                               |
| Unconditional                                                                              | Bryn Higgins                                                            | Reino Unido                                              | Suspense, Drama                      | Harry McEntire, Madeleine Clark, Christian Cooke, Melanie Hill, James Bolam                                     | Dois gêmeos adolescente caem sobre a influência de um agiota |
| Under My Nails                                                                             | Ari Maniel Cruz                                                         | Porto Rico, EUA                                          | Crime, Romance, Suspense             | Kisha Tikina Burgos, Ivan Camilo, Marilu Acosta, Rosie Berrido, Maite Bonilla                                   | Uma mulher tem que confrontar seus desejos quando fica obcecada com as violenta vida sexual de seus vizinhos                                                         |
| Undressing Israel: Gay Men in the Promised Land                                            | Michael Lucas, Yariv Mozer                                              | Israel                                                   | Documentário                         | Mickey Gitzen, Nitzan Horowitz, Tzipi Livni, Ilan Gilon                                                         | Sobre a comunidade LGBT em Tel Aviv |
| Unfit: Ward vs. Ward                                                                       | Penny Edmiston                                                          | EUA                                                      | Documentário                         | Jessica Acebo, Michelle Caldwell, Charlene Carres, Beatrice Dohrn, Carla Janes                                  | Documenta um processo judicial onde uma mãe lésbica luta para conseguir a custódia de sua filha                                                                      |
| United in Anger: A History of ACT UP                                                       | Jim Hubbard                                                             | EUA                                                      | Documentário                         | David Barr, Ken Bing, Gregg Bordowitz, Jim Eigo, Avram Finkelstein, Tom Kalin                                   | trad. Act Up- Mudando a Definição de Aids Sobre o início e o progresso do ativismo contra a AIDS                                                                     |
| Unter Frauen                                                                               | Hansjörg Thurn                                                          | Alemanha                                                 | Comédia, Romance                     | Sebastian Ströbel, Alexandra Neldel, Fahri Yardım, Grit Boettcher, Elena Uhlig                                  | [ 226 ] |
| Unter Männern - Schwul in der DDR                                                          | Ringo Rösener, Markus Stein                                             | Alemanha                                                 | Documentário                         | Jürgen Wittdorf, Christian Schulz, Helwin Leuschner, Eduard Stapel, Frank Schäfer                               | Mostra a realidade de homens homossexuais vivendo na Alemanha Oriental                                                                                               |
| As Vantagens de Ser Invisível                                                              | Stephen Chbosky                                                         | EUA                                                      | Drama, Comédia                       | Logan Lerman, Emma Watson, Ezra Miller, Mae Whitman, Kate Walsh, Dylan McDermott                                | |
| Vamperifica                                                                                | Bruce Ornstein                                                          | EUA                                                      | Comédia, Terror                      | Martin Yurkovic, Dreama Walker, Creighton James, Bonnie Swencionis, Jeff Ward, Josh Alexander                   | Um universitário gay descobre que possui a alma de um grande rei vampiro                                                                                             |
| Vatertage – Opa über Nacht                                                                 | Ingo Rasper                                                             | Alemanha                                                 | Comédia                              | Sebastian Bezzel, Sarah Horváth, Monika Gruber, Mika Sieger, Heiner Lauterbach, Christiane Paul                 | O dono solteiro de uma companhia de riquixá descobre não só que é pai, mas também avô                                                                                |
| Verde verde                                                                                | Enrique Pineda Barnet                                                   | Cuba, Espanha                                            | Drama                                | Héctor Noas, Carlos Miguel Caballero, Farah Maria, Rocío García                                                 | [ 230 ] |
| Viola                                                                                      | Matías Piñeiro                                                          | Argentina                                                | Drama                                | Alberto Ajaka, Esteban Bigliardi, Elisa Carricajo, Agustina Muñoz, Laura Paredes, Romina Paula                  | Um grupo de mulheres ensaia repetidamente Noite de Reis, comédia de William Shakespeare                                                                              |
| A Volta da Paulicéia Desvairada                                                            | Lufe Steffen                                                            | Brasil                                                   | Documentário                         | Salete Campari, Silvetty Montilla, Daniel Peixoto, André Pomba, Vitor Ângelo                                    | Retrato da vida noturna LGBT de São Paulo nos dias atuais |
| Westerland                                                                                 | Tim Staffel                                                             | Alemanha                                                 | Drama, Romance                       | Wolfram Schorlemmer, Burak Yigit, Tamer Arslan, Jule Böwe, Maxim Mehmet, Murat Seven                            | Dois homens decidem dar mais uma chance para seu relacionamento mas criam um conjunto de regras                                                                      |
| What's the T?                                                                              | Cecilio Asuncion                                                        | EUA                                                      | Documentário                         | Nya Ampon, Rakash Armani, Cassandra Cass, Vi Lê , Mia Tumutch                                                   | Explora os desafios, sucessos, e as vidas de cinco mulheres trans |
| White Frog                                                                                 | Quentin Lee                                                             | EUA                                                      | Drama                                | Kelly Hu, Booboo Stewart, Gregg Sulkin, Talulah Riley, BD Wong, Harry Shum Jr.                                  | A família de um jovem com síndrome de Asperger fica em pedaços quando seu irmão mais velho morre                                                                     |
| The Wife Master                                                                            | Mich Medvedoff                                                          | EUA                                                      | Comédia                              | Bora Soth, Maly Seng, Med Heng, Sophaline Mao, Jefferson Ouch                                                   | Mocumentário que segue um homem gay desempregado começa a casar com mulheres cambojanas em troca de dinheiro                                                         |
| Wildness                                                                                   | Wu Tsang                                                                | EUA                                                      | Documentário                         | | A criatividade e os conflitos de uma apresentação de um grupo de drag queens imigrantes em Los Angeles                                                               |
| Wu yan (無言)                                                                              | Simon Chung                                                             | Hong Kong, China                                         | Mistério, Romance, Drama             | Pierre-Matthieu Vital, Qilun Gao, Yung Yung Yu, Jian Jiang, Yu Ting Si Tu, Shu Ling Lang                        | Também conhecido como Speechless Um francês mudo é encontrado pelado em um rio e é levado ao hospital, onde um enfermeiro lentamente descobre seu passado            |
| Yes or No 2: Rak Mai Rak Ya Kak Loei (รักไม่รัก อย่ากั๊กเลย)                                     | Sarasawadee Wongsompetch                                                | Tailândia                                                | Comédia, Romance                     | Supanart Jittaleela, Sushar Manaying, Apittha Klaiudom, Inthira Yeunyong                                        | Sequência do filme de 2010 |
| Yossi (הסיפור של יוסי)                                                                     | Eytan Fox                                                               | Israel                                                   | Drama, Romance                       | Ohad Knoller, Oz Zehavi, Lior Ashkenazi, Orly Zilbershats                                                       | Sequência do filme Yossi & Jagger de 2002 |
| Yoter Ity Mi'Lev                                                                           | Yanai Goz, Yoni Zicholtz                                                | Israel                                                   | Drama, Romance                       | Roni Hadar, Guy Loel, Shalom Shmuelov, Pini Tavger                                                              | [ 239 ] |
| You & Me Forever                                                                           | Kaspar Munk                                                             | Dinamarca                                                | Drama                                | Frederikke Dahl Hansen, Emilie Kruse, Benjamin Wandschneider, Allan Hyde, Cyron Melville                        | trad. Você e Eu Para Sempre A amizade entre duas jovens é testada com a chegada de outra                                                                             |
| Zenne Dancer                                                                               | Caner Alper, Mehmet Binay                                               | Turquia                                                  | Drama                                | Kerem Can, Giovanni Arvaneh                                                                                     | trad. A Dança da Vida Baseado em um caso de crime de honra em Istambul, onde um estudante foi morto pela família por ser homossexual                                 |